# Massimiliano Fedriga
Massimiliano Fedriga, född 2 juli 1980 i Verona i Italien, är en italiensk politiker aktiv i partiet Lega Nord och ordförande för den autonoma regionen Friuli-Venezia Giulia.
Fedriga har länge kritiserat Italiens obligatoriska vaccinationer, som skyddar mot tolv olika sjukdomar, bland annat vattkoppor.
År 2019 skrevs han in på sjukhus efter att ha smittats med vattkoppor.